# Colmberg
Colmberg er en kommune i i Landkreis Ansbach i Regierungsbezirk Mittelfranken i den tyske delstat Bayern.

## Geografi
Colmberg ligger i Naturpark Frankenhöhe ved den øvre del af floden Altmühl. Nabokommuner er (med uret, fra nord): Marktbergel, Oberdachstetten, Lehrberg, Leutershausen, Geslau og Windelsbach.

### Inddeling
Kommunen er inddelt i følgende bydele og landsbyer
| - Auerbach - Bieg - Binzwangen - Colmberg - Häslabronn - Kurzendorf | - Meuchlein - Poppenbach - Oberfelden - Oberhegenau - Unterfelden - Unterhegenau |